# Żelice (województwo pomorskie)
Żelice (też: Żelice Górne; kaszb. Żelëce) – wieś w Polsce położona w województwie pomorskim, w powiecie słupskim, w gminie Kępice.
W latach 1975–1998 miejscowość należała administracyjnie do województwa słupskiego.
W skład miejscowości wchodzi przysiółek o nieoficjalnej nazwie Żelice Dolne.
W latach 1975–1998 miejscowość należała administracyjnie do województwa słupskiego.
Inne miejscowości o nazwie Żelice: Żelice